# Province dell'Arabia Saudita

Province dell'Arabia Saudita

Le province dell'Arabia Saudita (manātiq) sono la suddivisione territoriale di primo livello del Paese e sono pari a 13.

## Lista
| Localizzazione | Provincia                                       | Nome in arabo   | Capoluogo | Popolazione (2010) | Superficie (Km2) |
| -------------- | ----------------------------------------------- | --------------- | --------- | ------------------ | ---------------- |
|                | Provincia di al-Bāha                            | الباحة          | al-Bāha   | 411 888            | 9 921            |
|                | Provincia di al-Hudud al-Shamaliyya             | الحدود الشمالية | 'Ar'ar    | 320 524            | 111 797          |
|                | Provincia di al-Jawf                            | الجوف           | Sakaka    | 440 009            | 100 212          |
|                | Provincia di al-Qasim                           | القصيم          | Burayda   | 1 215 858          | 58 046           |
|                | Provincia di al-Sharqiyya (Provincia Orientale) | الشرقية         | Dammam    | 4 105 780          | 672 522          |
|                | Provincia di 'Asir                              | عسير            | Abha      | 1 913 392          | 76 693           |
|                | Provincia di Ha'il                              | حائل            | Ha'il     | 597 144            | 103 887          |
|                | Provincia di Jizan                              | جازان           | Jizan     | 1 365 110          | 11 671           |
|                | Provincia della Mecca (Provincia Occidentale)   | مكة المكرمة     | La Mecca  | 6 915 006          | 153 128          |
|                | Provincia di Medina                             | المدينة المنورة | Medina    | 1 777 933          | 151 990          |
|                | Provincia di Najran                             | نجران           | Najrān    | 505 652            | 149 511          |
|                | Provincia di Riad                               | الرياض          | Riad      | 6 777 146          | 404 240          |
|                | Provincia di Tabuk                              | تبوك            | Tabuk     | 791 535            | 146 072          |